# Епархия Баланги
Епархия Баланги (лат. Dioecesis Balangensis) — епархия Римско-Католической церкви с центром в городе Баланга, Филиппины. Епархия Баланги входит в митрополию Сан-Фернандо. Кафедральным собором епархии Баланги является церковь святого Иосифа. 

## История
17 марта 1975 года Римский папа Павел VI выпустил буллу Quoniam ad recte, которой учредил епархию Баланги, выделив её из архиепархии Сан-Фернандо.

## Ординарии епархии
- епископ Celso Guevarra (1975 — 1998);
- епископ Сократес Буэнавентура Вильегас (2004 — 2009), назначен архиепископом Манилы;
- епископ Ruperto Cruz Santos (2010 — по настоящее время).

## Источник
- Annuario Pontificio, Libreria Editrice Vaticana, Città del Vaticano, 2003, ISBN 88-209-7422-3
- Булла Quoniam ad recte, AAS 67 (1975), стр. 241  (лат.)